# Mare de Déu del Roser de Castellfollit de Boix
La Mare de Déu del Roser de Castellfollit de Boix és una església del municipi de Castellfollit del Boix (Bages) inclosa en l'Inventari del Patrimoni Arquitectònic de Catalunya.

## Descripció
És una petita capella d'una sola nau i d'estructura rectangular, amb una sagristia adossada al cantó de tramuntana, més baixa que la resta de la construcció. En el seu interior hi ha un cor i un ull de bou situat en el mur de migdia, únic punt de llum del recinte.
La teulada és a doble vessant i presenta una accentuada barbacana que envolta tot l'edifici. La porta és obrada amb carreus de diferent mida, d'estructura rectangular, amb un arc escarser a la part superior. En una de les dovelles hi ha gravada la data de 1784 que pot ser la de la seva construcció. L'aparell és molt irregular amb abundants restes d'arrebossat. Els carreus de les cantonades són més grans i de factura regular. El seu estat de conservació és força dolent. Actualment serveix de malendreços i de magatzem.

## Història
En una dovella de la porta hi ha gravada la data de 1784, que pot ser la data de construcció de la capella. Segons informació de l'amo de Can Prat la capella fou cremada i malmesa durant la guerra del 36-39. Per altra part, en l'incendií del 1986 el foc arriba fins al mas i cremà la porta de la capella.